# Liste der Naturdenkmale in Fränkisch-Crumbach
Die Liste der Naturdenkmale in Fränkisch-Crumbach nennt die im Gebiet der Gemeinde Fränkisch-Crumbach im Odenwaldkreis in Hessen gelegenen Naturdenkmale.
| Bild                          | Bezeichnung       | Ortsteil, Lage                        | Beschreibung                                                                                        | Art          | Nr.     |
| ----------------------------- | ----------------- | ------------------------------------- | --------------------------------------------------------------------------------------------------- | ------------ | ------- |
| Fotos hochladen               | Eiche in Erlau    | Erlau 2 49° 44′ 18″ N, 8° 49′ 46,7″ O | Höhe 30 m, Stammumfang 6,10 m                                                                       | Eiche        | 437.301 |
| Fotos hochladen               | Kohlplatzeiche    | 49° 44′ 8,4″ N, 8° 49′ 42,4″ O        | Höhe 26 m, Stammumfang 5,40 m                                                                       | Traubeneiche | 437.302 |
| mehr Fotos \| Fotos hochladen | Wildweibchenstein | 49° 43′ 37,9″ N, 8° 48′ 7,3″ O        | Felsformation. Granitblöcke 420 m ü. NN                                                             | Granit       | 437.303 |
| mehr Fotos \| Fotos hochladen | Fallender Bach    | 49° 43′ 53,9″ N, 8° 48′ 37,8″ O       | Wasserfall, einer der Quellbäche des Eberbaches fällt über 5 bis 6 m hohe Granitfelsen. 320 m ü. NN | Wasserfall   | 437.304 |

## Belege
1. ↑  
Kreisausschuss des Odenwaldkreises (Hrsg.): Naturdenkmale im Odenwaldkreis. Text: Uwe Krause, Fotos: Hugo Friedel u. a. 124 S. November 1995.
2. ↑  
Naturdenkmale im Odenwaldkreis in Google Maps, abgerufen am 7. April 2020.

- Karte mit allen Koordinaten:
- OSM |
- WikiMap